# 耶西 (意大利)
耶西（義大利語：Jesi）是意大利马尔凯大区安科納省的市镇，是当地重要工业及艺术中心。2017年人口为40251人。该地属天主教耶西教区。

## 知名人物
- 腓特烈二世 (神圣罗马帝国)
- 埃莉萨·迪弗朗西丝卡
- 薇娜·莉絲
- 羅拔圖·文仙尼
- 乔瓦尼·巴蒂斯塔·佩尔戈莱西
- 乔万纳·特里利尼
- 瓦伦蒂娜·韦扎利